# カバドゥグー州
カバドゥグー州 （カバドゥグーしゅう、フランス語：Région du Kabadougou ）はコートジボワール共和国北西部のデンゲレ地方南部の州。
州都はオディエンネ。
2014年の人口は約19.3万人。

## 地理
- 北：ホロン州
- 東：バゴウェ州
- 南東：ウォロドゥーグー州
- 南：バフィン州
- 西：ギニア共和国

## 行政区画
- Gbéléban
- Madinani
- Odienné
- Samatiguila
- Séguélon